# Vérigny
Vérigny era una comuna francesa situada en el departamento de Eure y Loir, de la región de Centro-Valle de Loira, que el 1 de enero de 2016 fue suprimida al fusionarse con la comuna de Mittainvilliers, formando la comuna nueva de Mittainvilliers-Vérigny.

## Demografía
| Gráfica de evolución demográfica de Vérigny entre 1800 y 2013 |
|                                                               |

Los datos demográficos contemplados en este gráfico de la comuna de Vérigny se han cogido de 1800 a 1999 de la página francesa EHESS/Cassini, y los demás datos de la página del INSEE.